# Dialektwörterbuch
Ein Dialektwörterbuch (auch: Differenzwörterbuch) beschreibt den nicht normgerechten, dialektalen Wortschatz eines Raumes unterhalb des nationalen Gesamtraums einer Sprache (betreffend Regionalsprache, Regiolekt oder Ortsdialekt). Je nach Größe des gewählten Raumes unterscheidet man Regionalwörterbücher, groß- und kleinlandschaftliche Wörterbücher und Lokal- oder Ortswörterbücher.
Eine eigene Problematik ergibt sich für Sprachen, die über mehrere Nationen verbreitet sind, wie etwa das Englische, das eindeutig eine plurizentrische Sprache mit deutlichen Unterschieden in Phonologie und Orthographie über Landesgrenzen hinweg ist oder das Französische, das unter anderem auch in Kanada gesprochen wird. Entgegen früherem Usus zählt man heute auch das Französische zu den plurizentrischen Sprachen und spricht vom kanadischen Französisch als einer nationalen (und nicht regionalen) Varietät des Französischen. Innerhalb des kanadischen Französisch kann es seinerseits zu diatopischer Variation mit eigenen Dialektwörterbüchern kommen.

## Deutsch
Die deutsche Sprache wird oft als asymmetrischer Fall einer plurizentrischen Sprache betrachtet, da das Standarddeutsche aus Deutschland häufig als dominierend empfunden wird. Dies liegt einerseits an der großen Sprecherzahl, aber auch daran, dass die Varietäten im deutschen Sprachraum vielfach nicht als solche wahrgenommen werden. Zusätzlich werden die verschiedenen Standardvarietäten, auch jene der Vollzentren Österreich und Schweiz, fälschlicherweise als regionale oder dialektale Abweichungen aufgefasst.
Wegen der starken sprachlichen Aufsplitterung Deutschlands und der deutschsprachigen Gebiete ist der Wörterbuchtyp Dialektwörterbuch seit dem 19. Jahrhundert einer der Typen mit den zahlreichsten Exemplaren.

### Bairische Dialekte
1689 erschien Johann Ludwig Praschs Glossarium Bavaricum, das erste Dialektwörterbuch einer deutschen Mundart überhaupt. Mit der Grammatik Die Mundarten Bayerns (1821) sowie dem Bayerischen Wörterbuch (Erstauflage 1827–1837) von Johann Andreas Schmeller begann die wissenschaftliche Beschäftigung mit den Dialekten in Europa. Ab 1899 gab es von Seiten des Verlegers Rudolf Oldenbourg Pläne, Schmellers Bayerisches Wörterbuch  neu herauszugeben. Das Bayerische Wörterbuch der Kommission für Mundartforschung der Bayerischen Akademie der Wissenschaften wurde 1911 mit der Zielsetzung gegründet, in Zusammenarbeit mit der Akademie der Wissenschaften in Wien ein gemeinsames gesamtbairisches Dialektwörterbuch zu erstellen. Die Münchner Arbeitsstelle wurde 1912 ins Leben gerufen. Die Münchner Akademie hat 1959 mit Ingo Reiffenstein den ersten hauptamtlichen Chefredakteur des Bayerischen Wörterbuchs eingestellt. 1988 wurde Anthony Rowley Chefredakteur. Das Bayerische Wörterbuch erscheint seit 1995 in Form von ein bis zwei Heften pro Jahr.
Das 1961 endgültig abgespaltene Wörterbuch der bairischen Mundarten in Österreich (WBÖ) wird seit Dezember 2016 an der Forschungsabteilung „Variation und Wandel des Deutschen in Österreich“ am Austrian Centre for Digital Humanities and Cultural Heritage (ACDH-CH) der Österreichischen Akademie der Wissenschaften weiter bearbeitet.

### Weitere Dialekte im Königreich Bayern
Die Kommission für Mundartforschung der Bayerischen Akademie der Wissenschaften entschied sich, für die nicht-baierischen Dialekte im Königreich eigene Wörterbücher zu erstellen:
- ein Ostfränkisches Wörterbuch (inzwischen Fränkisches Wörterbuch genannt; noch heute in Arbeit) und
- ein Pfälzisches Wörterbuch (Arbeit 1997 abgeschlossen).

Mit den Sammlungen für das Ostfränkische Wörterbuch wurde im Jahr 1913 angefangen.

### Schwäbisches Wörterbuch
Initiator war Adelbert von Keller (1812–1883), der ein Schwäbisches Wörterbuch nach dem Vorbild von Johann Andreas Schmellers Bayrischem Wörterbuch machen wollte. Die erste Lieferung des Schwäbischen Wörterbuchs erschien 1901. Fischer war bis zu seinem Tode 1920 alleiniger Redaktor, hatte aber einige wenige Helfer, von denen insbesondere Wilhelm Pfleiderer (1878–1953) zu nennen ist. Pfleiderer übernahm 1920 die Redaktion des Wörterbuchs, das er zu Ende führen konnte. Die letzte, 84. Lieferung kam 1936 heraus. Eine einbändige Kurzausgabe des Schwäbischen Wörterbuchs ist das 1986 erstmals erschienene Schwäbische Handwörterbuch.

### Schweizerdeutsche Sprache
Der erste Band des Schweizerischen Idiotikons. Wörterbuch der schweizerdeutschen Sprache (auch Schweizerdeutsches Wörterbuch oder gewöhnlich kurz Idiotikon genannt)  wurde 1881 publiziert; derzeit wird am siebzehnten Band gearbeitet, der den mit Z anfangenden Wörtern gewidmet ist. Das ganze Wörterbuch ist bis zur jeweils aktuellen Lieferung seit September 2010 über die Website www.idiotikon.ch online abrufbar.

### Niederdeutsche Sprache
Die niederdeutsche Sprache (auch Plattdeutsch, Eigenbezeichnungen Plattdütsch, Plattdüütsch, Plattdütsk, Plattdüütsk, Plattduitsk u. a.) ist ein Kontinuum westgermanischer Dialekte, die v. a. in Norddeutschland und im Osten der Niederlande gesprochen werden. Eine gemeinsame niederdeutsche Schriftsprache existiert nicht, bestand aber bis in das 16. Jahrhundert (Mittelniederdeutsche Schriftsprache). Das moderne Niederdeutsche (Neuniederdeutsch) ist in zahlreiche Dialekte gegliedert, für die es teilweise Dialektwörterbücher gibt, so u. a.:
- Hamburgisches Wörterbuch
- Mecklenburgisches Wörterbuch
- Niedersächsisches Wörterbuch
- Pommersches Wörterbuch
- Schleswig-Holsteinisches Wörterbuch
- Westfälisches Wörterbuch

## Französisch
Für das Französisch in Frankreich gibt es ein Wörterbuch der versammelten Regionalismen aller Regionen von Pierre Rézeau. Der Verlag Éditions Bonneton verlegt in seiner Reihe Les mots de chez nous (Die Wörter unserer Gegend) 21 erfolgreiche Regionalwörterbücher, die von anerkannten Dialektologen für ein breites Publikum verfasst sind.

### Die ReiheLes mots de chez nous
- Philippe Blanchet: Dictionnaire du français régional de Provence. 1991.
  - Le parler de Marseille et de Provence. Dictionnaire du français régional. 2004.
- Philippe Blanchet, Henriette Walter: Dictionnaire du français régional de Haute-Bretagne de Vannes à Saint-Malo, de Nantes à Saint-Brieuc. 1999.
- Marcel Bonin, David Gaillardon: Le parler du Bourbonnais. 2010.
- Christian Camps: Le parler du Languedoc et des Cévennes. 2006, 2015.
- Fernand Carton, Denise Poulet: Le parler du Nord-Pas-de-Calais. 2003, 2006.
- Pierrette Dubuisson, Marcel Bonin: Dictionnaire du français régional du Berry-Bourbonnais. 1993.
  - Le parler du Berry et du Bourbonnais. 2002.
- Monique Duchet-Suchaux, Gaston Duchet-Suchaux: Dictionnaire du français régional de Franche-Comté. 1993, 1999.
- Claudine Fréchet, Jean-Baptiste Martin: Dictionnaire du français régional de l’Ain (Bresse, Bugey, Dombes). 1998.
- Anita Gagny: Dictionnaire du français régional de Savoie. Savoie, Haute-Savoie. 1993, 1995.
- David Gaillardon: Le parler du Berry. 2009.
- Jean Lanher, Alain Litaize: Le parler de Lorraine. 2006.
- René Lepelley: Dictionnaire du français régional de Basse-Normandie. 1993.
  - Le parler de Normandie. 2008.
- Jean-Baptiste Martin: Le parler du Forez et du Roannais. 2000, 2015.
- Éric Nowak: Le parler de Poitou-Charentes, Vendée ... et pays de Retz, Choletais, Pays Gabaye. 2011.
- Pierre Rézeau: Dictionnaire du français régional de Poitou-Charentes et de Vendée. 1990, 1995.
- Gilbert-Lucien Salmon: Le parler d’Alsace. 2001.
- Gilbert-Lucien Salmon: Le parler du Lyonnais. 2010.
- Jean-Pascal Simon: Dictionnaire du français régional de Touraine. 1995.
- Michel Tamine: Le parler des Ardennes. 2006.
- Gérard Taverdet, Danièle Navette-Taverdet: Dictionnaire du français régional de Bourgogne. 1991.
  - Le parler de Bourgogne. 2008.
- Anne-Marie Vurpas, Claude Michel: Le parler du Beaujolais. 2015.

### Weitere Differenzwörterbücher (Auswahl)
- Patrice Brasseur, Jean-Paul Chauveau: Dictionnaire des régionalismes de Saint-Pierre et Miquelon. Niemeyer, Tübingen 1990.
- Patrice Brasseur: Dictionnaire des régionalismes du français de Terre-Neuve. De Gruyter, 2001.
- Karl-Heinz Reichel: Grand dictionnaire général auvergnat-français. Créer, Nonette 2005, ISBN 9782848190211.
- Pierre Rézeau: Dictionnaire des régionalismes de France. De Boeck/Duculot, 2001, ISBN 2-8011-1282-8.